# Davy Crockett

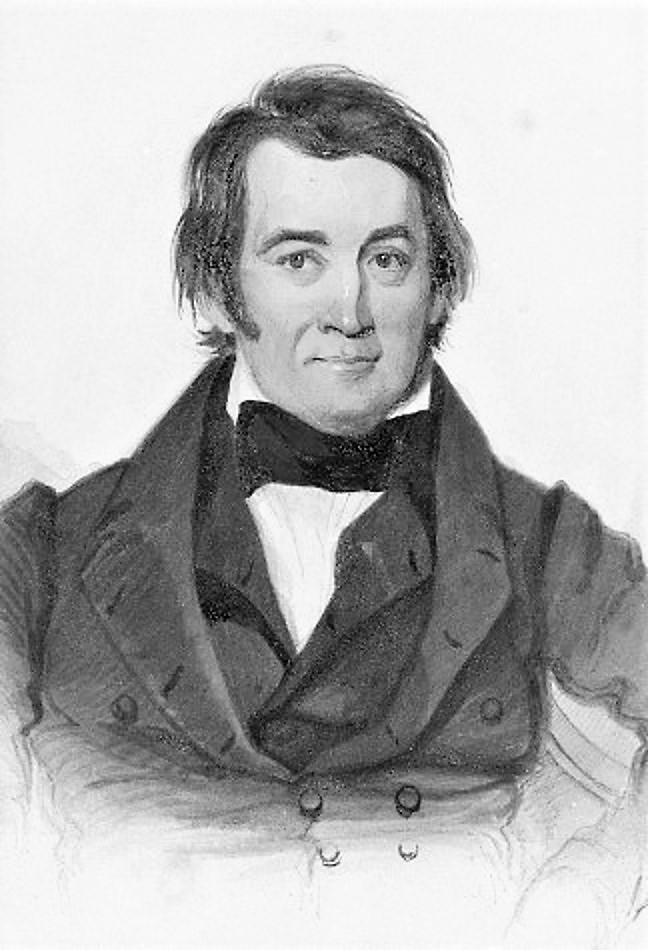
Davy Crockett

David (Davy) Crockett (Greene County, Tennessee, 17 augustus 1786 – San Antonio, nu Texas, 6 maart 1836) was een Amerikaanse politicus, militair, revolutionair en volksheld. Hij stierf op 49-jarige leeftijd in de Slag om de Álamo tijdens de Texaanse Revolutie, de onafhankelijkheidsoorlog van de Republiek Texas tegen Mexico. Texas was toen nog geen staat van de Verenigde Staten. De Álamo was een tot fort verbouwd missiegebouw, waarin de Texanen zich hadden verschanst en dat werd belegerd door de Mexicanen. Het fort viel en alle Texanen, waaronder Crockett, werden gedood.
Hij stond bekend onder de alias "king of the wild frontier" en was een sleutelfiguur in de Texaanse Revolutie. Hij was van Ierse, Engelse, Schotse en Franse afkomst. De familienaam is afgeleid van Monsieur de Croquetagne, een kapitein in le Garde du Corps van Lodewijk XIV van Frankrijk. In 1813 vocht Crockett mee in een alliantie met Andrew Jackson tegen de Creek-indianen. Hij kon echter slecht tegen de slachtpartijen die hij zag plaatsvinden en besloot, dat het leger niets voor hem was. Hij ging de politiek in en werd verkozen in de General Assemblee van Tennessee. Hij was een goed spreker, maar op het gebied van wetgeving bereikte hij niets. In 1828 werd hij in het Congres gekozen. Hij steunde de rechten van kolonisten, die geen land mochten bezitten. Hij was een tegenstander van de Indian Removal Act, wat hem in de delegatie van Tennessee niet in dank werd afgenomen. 

In 1834 verscheen zijn boek A Narrative of the Life of David Crockett. Dat jaar en het jaar daarop werd hij niet herkozen. Hij zei Jullie kunnen allemaal naar de hel gaan en ik ga naar Texas. Hij vertrok inderdaad naar Texas, waar hij zich aansloot bij de Texaanse opstand tegen Mexico.
Hij nam deel aan de Slag om de Álamo. Lange tijd werd gedacht dat hij daar vechtend ten onder was gegaan. In 1955 werd uit het dagboek van een Mexicaanse officier duidelijk dat Crockett met een aantal anderen op last van Antonio López de Santa Anna gevangen was genomen en geëxecuteerd, maar er bestaan verschillen van mening over de betrouwbaarheid van dit dagboek. Sommigen wilden Crockett in diskrediet brengen als schurk waar hij voor anderen een held was. Ben, een voormalige Afrikaanse slaaf, die kok was voor officiers van Santa Anna, zei dat Crocketts lichaam was gevonden in de kazerne. Het lichaam van Crockett lag tussen niet minder dan zestien dode Mexicanen, met Crocketts mes in het lichaam van een van hen. Historici zijn het er niet over eens, maar er is een theorie, dat na de Texaanse Revolutie de capitulatie van de Álamo en de executies door de Mexicaanse oppositie werden verzonnen om Crockett in een kwaad daglicht te stellen.

## Davy Crockett in populaire cultuur
- In 1954 en 1955 liep op de Amerikaanse televisiezender ABC een televisieserie over Davy Crockett.
- In de film The Alamo uit 1960 wordt Crockett vertolkt door John Wayne, in de versie uit 2004 door Billy Bob Thornton.
- Eén van de verblijfplaatsen van Disneyland Paris is naar Davy Crockett vernoemd, namelijk Davy Crockett Ranch waar blokhutten kunnen worden gehuurd.
- Tom Petty noemt de naam van Davy in zijn nummer met Tom Petty and the Heartbreakers, About To Give Out, op het album Echo uit 1999.

- Bibliothèque nationale de France: cb128431041 (data)
- Gemeinsame Normdatei: 118638564
- International Standard Name Identifier: 0000 0001 1473 6746
- Library of Congress Control Number: n79114058
- National Archives and Records Administration: 10580406
- Nationale bibliotheek van Australië: 35032224
- Nationale Bibliotheek van Israël: 987007274817405171
- Nederlandse Thesaurus van Auteursnamen: 084392355
- RKD-Nederlands Instituut voor Kunstgeschiedenis: 348484
- SNAC: w6cj8k18
- Système universitaire de documentation: 075655276
- Museum of New Zealand Te Papa Tongarewa: 67172
- Trove: 804903
- Union List of Artist Names: 500639388
- Biographical Directory of the United States Congress: C000918
- Virtual International Authority File: 62341981
- WorldCat: E39PBJhdfpyfcRT4fmvKQbKyBP